# José Suñer Oriola
José Suñer Oriola (El Puig de Santa Maria, Valencia, 1964) is een Spaans componist, muziekpedagoog, dirigent en slagwerker.

## Levensloop
Suñer Oriola studeerde slagwerk, muziektheorie, contrapunt en harmonie aan het Conservatorio Superior de Música "Joaquin Rodrigo" in Valencia onder andere bij Bernardo Adam Ferrero, José María Cervera Collado, Rafael Taléns Pello en Francisco Tamarit Fayos. Zijn studies completeerde hij in Barcelona en in Luxemburg onder andere bij leraren zoals E. Sejournnè, G. Burton, G. Johns en Siegfried Fink. Aansluiten zette hij zijn studies voort aan het Conservatorio Superior de Música "Joaquin Rodrigo" in Valencia voor orkestdirectie bij Julio Ribelles. 
Als solo-slagwerker werkt hij in verschillende Spaanse (Orquestra Municipal de València, Orquestra Simfònica d'Astúries, Orquestra de Cambra de Catalunya) en Franse orkesten (Orchestre Symphonique Lyonnais etc.) als gast mee. Hij verzorgde onder andere ook de Spaanse première van het Concertino, voor marimba en harmonieorkest van Alfred Reed. Tegenwoordig is hij slagwerker bij de Banda Municipal de Valencia. Suñer Oriola heeft meegewerkt als solist bij radio en tv-opnames in Spanje en het buitenland. 
Als dirigent is hij verbonden aan de Centro Instructivo y Musical Santa Cecilia in Puçol. Hij is medeoprichter van het jeugdorkest in Puçol en van het Orquesta de la Unión Musical Santa Maria in Puig. Hij is tegenwoordig ook dirigent van de Sociedad Musical Eslava in Albuixech. 
Als muziekpedagoog werkt hij aan de stedelijke muziekschool in Puçol, bij het Orquesta Municipal de Valencia, de Banda Municipal de Castellón, de Banda Municipal de Barcelona, het Orquesta Sinfónica de Asturias en het Orquestra de Cambra de Catalunya. Verder werkt hij als docent bij de Banda Municipal de San Sebastián, aan het Conservatorio Superior de Música de San Sebastián in San Sebastian, bij het Orquesta Sinfónica de Bilbao en het Orquesta Sinfónica del Gran Teatro del Liceo de Barcelona. 
Als componist schreef hij vooral voor harmonieorkesten. In 2006 werd hij van het prestigieuze Tokyo Kosei Wind Orchestra uitgenodigd, om de Fennell Special Prize voor zijn werk Sinfonía de Cámara nº1 (Chamber Symphony nº1), voor symfonisch blaasorkest, dat hij ingezonden had voor het eerste Tokyo Kosei Wind Orchestra Composition Competition in ontvangst te nemen. 

## Composities

### Werken voor orkest
- 1998 Adagio for Young Orchestra
- 2010 Vasa
- 2010 Phobos

### Werken voor Banda (harmonieorkest)
- 1993 rev.1999 El Mussolet, paso-doble
- 1999 VASA, Poema Sinfónico (verplicht werk in de "Seción Primera" tijdens het Certamen Internacional de Bandas de Musica Ciudad de Valencia in 2001)[1]
  1. Moderato - Allegro Moderato
  2. Andante Tranquillo
  3. Allegro furioso
- 2003 Eslava
- 2006 Sinfonía de Cámara nº1 (Kamersymfonie nr. 1)[2]
  1. Primer movimiento en forma Rondó
  2. Segundo movimiento en forma libre, combina un conjunto de antiguos cantos europeos.
  3. Tercer movimiento: forma Sonata
- 2009 Canticum Lunaris[3]
- 2010 Venus de las Luces - Symfonie nr. 2[4][5]
- 2010 Phobos - Symfonie nr. 3[6]
- 2013 Músics valencians pel Món
- Jubal.la, Fantasia voor harmonieorkest over twee thema's
- Polka for two Clarinets[7]
- Hetsid
- Latin Clarinet

### Kamermuziek
- 2003 Tres Finestres, voor koperkwintet
  1. El Bosc
  2. L'Esglesia
  3. La Vila
- 2014 Latin Clarinet, voor klarinet, viool, altviool, cello en piano[8]

### Werken voor slagwerk
- 1989 Somnis, vier stukken voor vibrafoon solo
- 1990 Tres Temes del Vent, voor marimba solo
- 1995 Iride, voor marimba en geprepareerde CD